# Ulrik Christian Kruse
Ulrik Kristian Kruse, född 12 augusti 1666, död 17 augusti 1727,  var en dansk general. Han var son till Mogens Kruse. 
Kruse deltog 1692-1698 som officer vid ett danskt dragonregemente i kejserlig tjänst under krig i Ungern, blev 1699 kompanichef vid Första sunnanfjällska dragonregementet i Norge och överste och regementschef 1710. Han utmärkte sig i mars 1716 vid ett plötsligt överfall på Karl XII i Hølands prästgård. Själv blev han sårad och fången; Karl XII visade honom den största aktning och skänkte honom sitt eget svärd. År 1716 blev han brigadjär, 1717 generalmajor och 1722 kommendant i Fredrikstad.